# 1973 год в истории железнодорожного транспорта
1973 год в истории железнодорожного транспорта.

## События
- В Великобритании при испытаниях на высокоскоростной линии поезд достиг скорости 230 километров в час.[1]
- В Великобритании поезд сошёл с рельсов на западе Лондона. 10 человек погибло, ранено 94.[2]

## Новый подвижной состав
- В СССР Коломенский завод начинает выпуск тепловозов ТЭП70.
- В декабре 1973 года Рижским вагоностроительным заводом выпущен первый электропоезд ЭР200. НЭВЗ начинает выпуск для Финляндии электровоза Sr1.
- В Чехословакии на заводе ЧКД освоен выпуск тепловозов серии 740.